# Duitse militaire begraafplaats in Weiskirchen
De Duitse militaire begraafplaats in Weiskirchen is een militaire begraafplaats in het Saarland, Duitsland. Op de begraafplaats zijn 730 Duitse soldaten begraven die tijdens de Tweede Wereldoorlog zijn omgekomen.
De begraafplaats bevindt zich nabij het dorp Weiskirchen en is in 1939 aangelegd door de 79e Infanteriedivisie. De divisie was belast met de verdediging van de Westwall en op 9 september 1939 vielen de eerste doden. Als gevolg hiervan werd een begraafplaats aangelegd die in de loop van de tijd met diverse Duitse doden werd aangevuld.